# Ricerca e perdizione
Ricerca e perdizione è un libro di memorie autobiografiche di Isaac Bashevis Singer, pubblicato nel 1982 in inglese per la Doubleday di New York con il titolo Love and Exile: An Autobiographical Trilogy, traduzione di Joseph Singer della raccolta in yiddish Gloybn un tsveyfl. La traduzione italiana di Mario Biondi è apparsa per Longanesi lo stesso anno.
Il libro è diviso in tre parti già pubblicate come volumetti singoli presso la stessa casa editrice:
- Un ragazzo in cerca di Dio (in originale A Little Boy in Search of God or Mysticism in a Personal Light, 1978)[1];
- Un giovane in cerca di amore (in originale A Young Man in Search of Love, 1978)[2];
- Perduto in America (in originale Lost in America, 1981)[3],

Il sottotitolo della prima edizione italiana era La ricerca di Dio e dell'amore e la perdizione in questo mondo. Alle tre parti, in occasione della raccolta in volume unico è stata aggiunta una nota d'autore e il capitolo iniziale The Beginning.
Si tratta di un'autobiografia che copre gli anni precedenti l'emigrazione dalla Polonia agli USA, con ricordi degli eventi, pensieri filosofici e dubbi sul senso della vita.

## Edizioni italiane
- Isaac Bashevis Singer, Ricerca e perdizione, Milano, Longanesi (collana "La gaja scienza" n. 59), 1982.
- Isaac Bashevis Singer, Ricerca e perdizione, Milano, TEA (collana "Teadue" n. 579), 1998, ISBN 88-7818-281-8.
- Isaac Bashevis Singer, Ricerca e perdizione, Milano, Guanda (collana "Le fenici tascabili" n. 68), 2002, ISBN 88-8246-506-3.